# Julia Chinn
Julia Chinn, född omkring 1790 i Scott County i Kentucky i USA, död 1833, var en plantagerättare och slav, som var maka i ett samvetsäktenskap med plantageägaren och politikern Richard Mentor Johnson.
Hon föddes som slav till Robert Johnson på dennes plantage Blue Springs nordväst om Great Crossings. När Robert Johnson dog 1815, ärvdes hon av dennes son Richard Johnson. Hon fick en borgerlig uppfostran i det Johnsonska hemmet av Robert Johnssons fru Jemina, inklusive i skrivning och pianospel. Hon döptes först i vuxen ålder 1828 i Great Crossing Baptist Church. 
Richard Johnson kunde inte legalt gifta sig med Julia Chinn, som han hade en relation med från 1811, därför att hon var slav, men paret levde i samvetsäktenskap under 22 år tills Julia Chinn dog. Paret bodde tillsammans i plantagens huvudbyggnad, en tvåvånings tegelhus. Under Richard Johnsons årliga halvårslånga perioder i Washington D.C. från 1819 till 1828 för att sköta sitt politiska ämbete som senator i Senaten var hon ansvarig för att sköta plantagen och ekonomin. Hon förblev dock slav hela sitt liv. 
Plantagen besöktes 1825 av Marquis de Lafayette under dennes resa till USA som "nationens gäst". Julia Chinn stod då som värdinna för en av henne arrangerad stor mottagning på plantagen.
Julia Chinn skötte den medicinska kliniken på indianinternatskolan Choctaw Academy, som låg på Blue Springs. Skolan drabbades av kolera 1833 under den andra kolerapandemin, varvid Julia Chinn smittades och dog.
Paret Johnson–Chinn hade döttrarna Adeline Chinn Johnson (född 1812) och Imogene Chinn Johnson, som också föddes som slavar men bar faderns efternamn och frigavs. De fick också en gedigen borgerlig uppfostran och gick bland annat som dagelever på den välrenommerade Choctaw Academy mot särskild ersättning.